# Helmut Urban

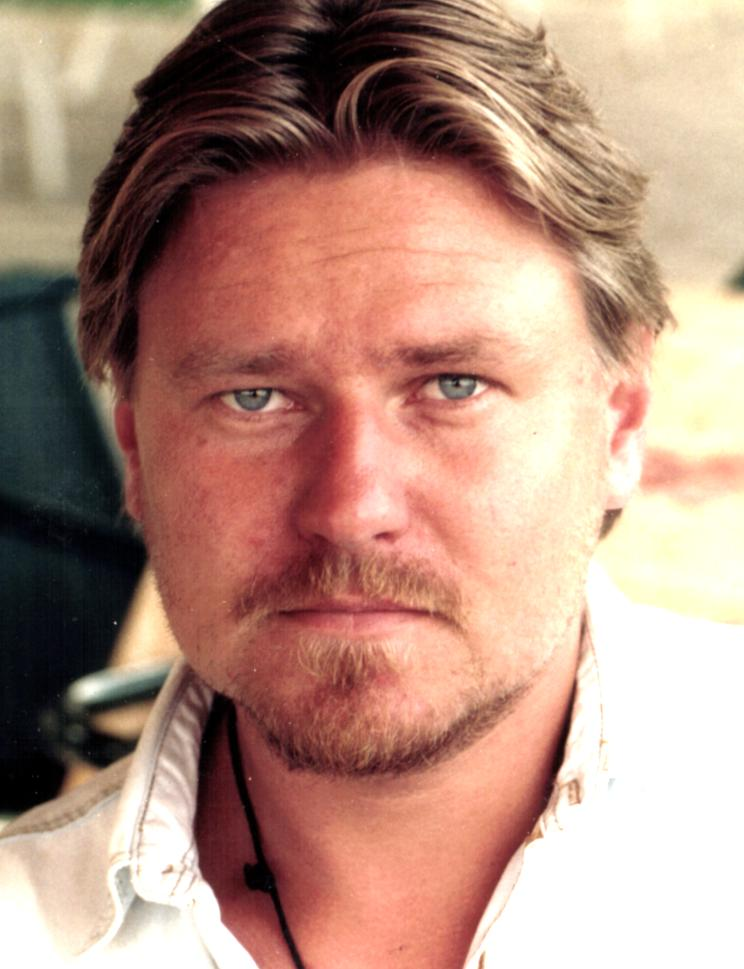
Helmut Urban (2010)

Helmut Urban (* 27. Juli 1971 in Wien) ist ein österreichischer Schauspieler und Kabarettist.

## Leben
Helmut Urban wuchs in Wien-Ottakring auf, besuchte das Gymnasium, wo er seine ersten schauspielerischen Erfahrungen sammelte, entschied sich aber 1987 für eine Tischlerlehre. Nach mehreren Jahren als Verkäufer änderte er nochmals sein Fach und wurde Hufschmied. Dieser Umstand brachte in letztlich wieder zur Schauspielerei: seinen ersten Erfolg hatte er 2004 bei den Kärntner Karl-May-Festspielen.
Seither wirkte er in zahlreichen Theater- und Freilichtproduktionen mit, z. B. 2006 und 2007 bei den Winnetou-Festspielen auf der Freilichtbühne Gföhlerwald, 2008–2011 als „Old Shatterhand“ bei den Winnetou-Festspielen in Winzendorf sowie seit 2012 in derselben Rolle bei den Süddeutschen Karl-May-Festspielen in Dasing bei Augsburg. 2019 tritt er bei den Festspielen Burgrieden auf.
Von Anfang 2010 bis Mitte 2017 gehörte Helmut Urban zum Ensemble der Kabarettgruppe „Die Giftzwerge“ unter der Leitung von Adi Pocta. Regie führte unter anderem der von FC Rückpass bekannte Kabarettist und Autor Robert Mohor.

## Theater

### Freilichtbühnen
- 2004: Winnetou I Karl May Festspiele Weitensfeld[4]
- 2005: Winnetou II Karl May Festspiele Weitensfeld[5]
- 2006: Unter Geiern Karl May Spiele Gföhl
- 2007: Der Ölprinz Karl May Spiele Gföhl
- 2008: Im Tal des Todes Winnetou-Festspiele Winzendorf[6]
- 2009: Unter Geiern Winnetou-Festspiele Winzendorf[6]
- 2010: Halbblut Winnetou-Festspiele Winzendorf[6]
- 2011: Winnetou I Winnetou-Festspiele Winzendorf[6]
- 2012: Unter Geiern Süddeutsche Karl May Festspiele Dasing[7]
- 2013: Halbblut Süddeutsche Karl May Festspiele Dasing[8]
- 2014: Winnetou I Süddeutsche Karl May Festspiele Dasing[9]
- 2015: Der Schatz im Silbersee Süddeutsche Karl May Festspiele Dasing[10]
- 2016: Winnetou II Süddeutsche Karl May Festspiele Dasing[11]
- 2017: Die Felsenburg Süddeutsche Karl May Festspiele Dasing[12]
- 2018: Im Tal des Todes Süddeutsche Karl May Festspiele Dasing[13]
- 2019: Im Tal des Todes Festspiele Burgrieden[14]
- 2022: Winnetou III Karl-May-Festspiele Mörschied[15]

### Bühne (Auswahl)
- 2007: Der Heiratsantrag/Der Bär (Tschechow) Interkult Theater / Theater Pygmalion
- 2008: Tödliches Spiel Interkult Theater / Theater Pygmalion
- 2009: Piraten der Karibik Theater Oberfellabrunn[16]
- 2010: Weekend im Paradies Theater Center Forum
- 2011: Die Straße der Masken Theater Center Forum

## Filmografie
- 2006: Kronprinz Rudolfs letzte Liebe / Regie: Robert Dornhelm
- 2006: Muttis Liebling / Regie: Xaver Schwarzenberger
- 2010: Aufschneider / Regie: David Schalko
- 2018: 30 Jahre Krieg / Regie: Stefan Ludwig